# Schaamlipverkleining

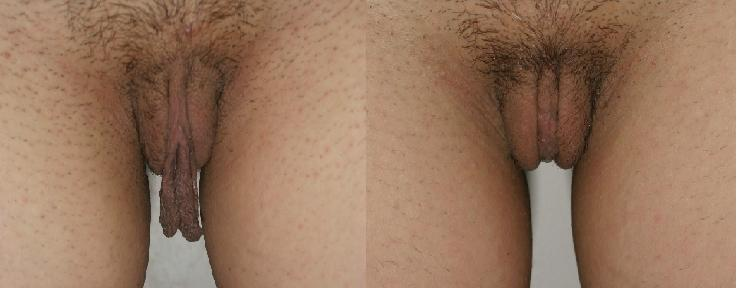
Labium- en clitorishoedreductie voor (links) en na (rechts)

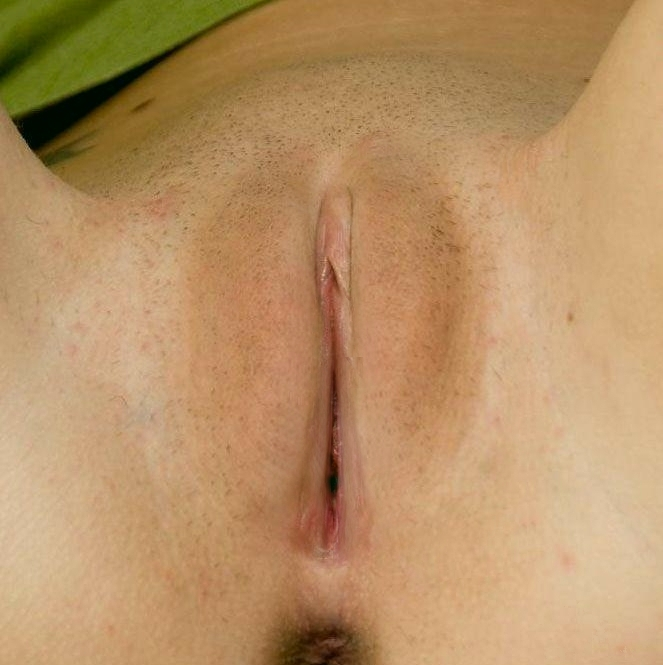
Situatie na volledige verwijdering van de binnenste schaamlippen

Schaamlipverkleining (ook schaamlipcorrectie, labiumreductie, labiaplastiek of  labioplastiek) is een cosmetisch-chirurgische ingreep waarbij de binnenste schaamlippen worden verkleind of geheel verwijderd. Soms worden ook de buitenste schaamlippen verkleind, en/of wordt de clitorishoed verkleind.

## Redenen voor de ingreep
De binnenste schaamlippen kunnen in lengte variëren van 7 millimeter tot 5 centimeter. Medisch wordt er bij een lengte van meer dan 4 centimeter gesproken van hypertrofie van de schaamlippen.
Redenen voor een labiaplastiek kunnen zijn om het vrouwelijk zelfbeeld te verbeteren, doordat men er op aangesproken is, vervelende ervaringen bij de geslachtsgemeenschap, klachten tijdens het sporten of om te voorkomen dat er een 'bolletje' zichtbaar is bij het dragen van een sport- of zwembroek.
Bijkomende factoren zijn dat men zich laat beïnvloeden door pornografisch beeldmateriaal, en de vulva meer is gaan ontharen, waardoor grote binnenste schaamlippen meer opvallen.
Verkleining of splijten van de clitorishoed kan worden gedaan als deze de seksuele opwinding belemmert, of vanwege esthetische redenen.
Verkleining of verwijdering van de schaamlippen maakt binnen sommige culturen deel uit van de rituele vrouwelijke genitale verminking (vrouwenbesnijdenis), die - in tegenstelling tot de labiaplastiek - onvrijwillig gebeurt of onder grote sociaal-culturele druk. In dat geval wordt - naast de schaamlippen - soms ook de clitoris geheel of gedeeltelijk weggesneden.  

## Prevalentie
In de 21e eeuw nam schaamlipverkleining van alle cosmetische ingrepen het meest in groei toe. Er is in 2015 een toename ontstaan van wereldwijd 45%, met Brazilië als koploper. In de Verenigde Staten nam de operatie in 2016 toe met 36%: 12.000 operaties jaarlijks.

## Ingreep

Verschillende methodes van labiaplastiek.

Bij een labiaplastiek worden, meestal onder plaatselijke verdoving, overtollig weefsel c.q. slijmvlies verwijderd. Dit kan op verschillende manieren plaatsvinden:
- Via laterale excisie. Hierbij wordt slijmvlies over de hele lengte van de schaamlip weggesneden. Dit wordt gedaan bij veel overtollig weefsel of wanneer sprake is van hyperpigmentatie.[2] Dit is relatief de eenvoudigste ingreep, maar geeft vaak een wat kunstmatig resultaat, doordat het natuurlijke aspect van de randen van de schaamlippen verloren gaat.
- Via wigexcisie waarbij een driehoekje van overtollig schaamlipweefsel wordt weggehaald.
- Een variant hierop is de Z-plastiek, waarbij de wond niet in een rechte lijn maar in een zigzag wordt gesloten. Dit is een iets complexere techniek, maar heeft doorgaans een wat fraaier resultaat.
- De-epithelialisatie: hierbij wordt een centraal deel van de binnen- en/of buitenzijde van de schaamlip verwijderd. Dit is een ingewikkelde techniek die maar weinig wordt toegepast.

De meeste patiënten verlaten op dezelfde dag het ziekenhuis. Het eindresultaat wordt na zes tot negen weken bereikt. Mogelijke complicaties zijn infecties, nabloedingen en littekens.